# Sozialistengesetz

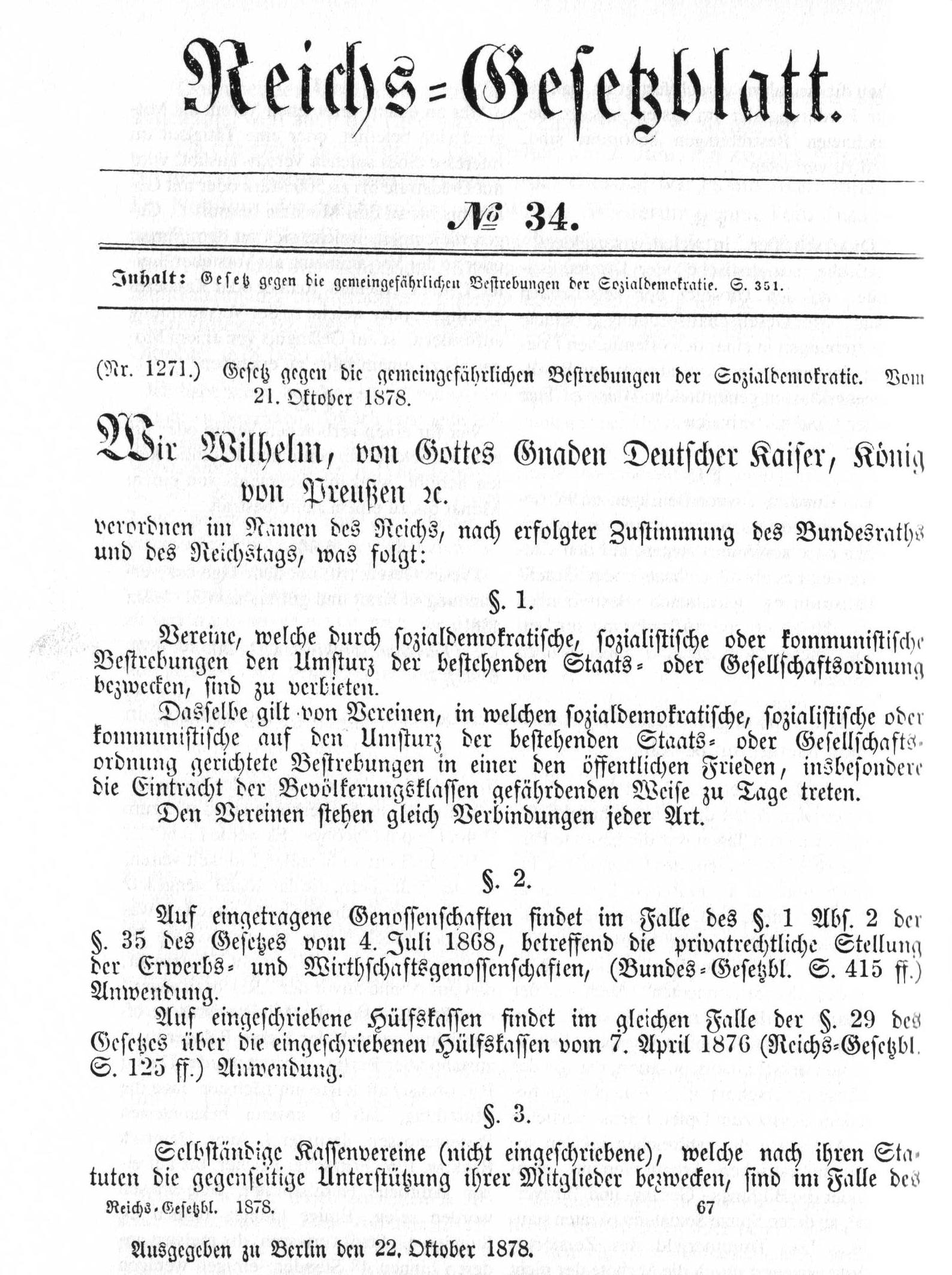
Reichsgesetzblatt mit dem Gesetz gegen die gemeingefährlichen Bestrebungen der Sozialdemokratie

Sozialistengesetz ist die Kurzbezeichnung für das Gesetz gegen die gemeingefährlichen Bestrebungen der Sozialdemokratie, das von 1878 bis 1890 im Deutschen Reich galt und während dieser Zeit mehrfach verlängert wurde. Wegen der verschiedenen Einzelbestimmungen in 30 Paragraphen, der viermaligen Verlängerung und wegen kleiner Modifizierungen spricht man oft auch im Plural von den Sozialistengesetzen.
Das Gesetz verbot sozialistische, sozialdemokratische, kommunistische Vereine, Versammlungen und Schriften, deren Zweck der Umsturz der bestehenden Staats- und Gesellschaftsordnung sei. Aus dem Sozialistengesetz resultierten die Verlagerung sozialdemokratischer Aktivitäten in den Untergrund bzw. ins Ausland, sowie Massenverhaftungen und -ausweisungen. Lediglich die Sozialdemokraten im Reichstag blieben aufgrund ihrer parlamentarischen Immunität unangetastet.
Trotz der massiven Repressionspolitik war die Kandidatur und Wahl sozialdemokratischer Politiker als Privatpersonen weiterhin möglich und die einzige legale Möglichkeit zur politisch-rechtlichen Interessenvertretung.
Die neuere Forschung verweist für eine angemessene Analyse der Sozialistengesetze auf die Bedeutung des internationalen Kontextes, wo Sozialisten zum Teil schärferen Repressionen ausgesetzt waren als im Deutschen Reich.

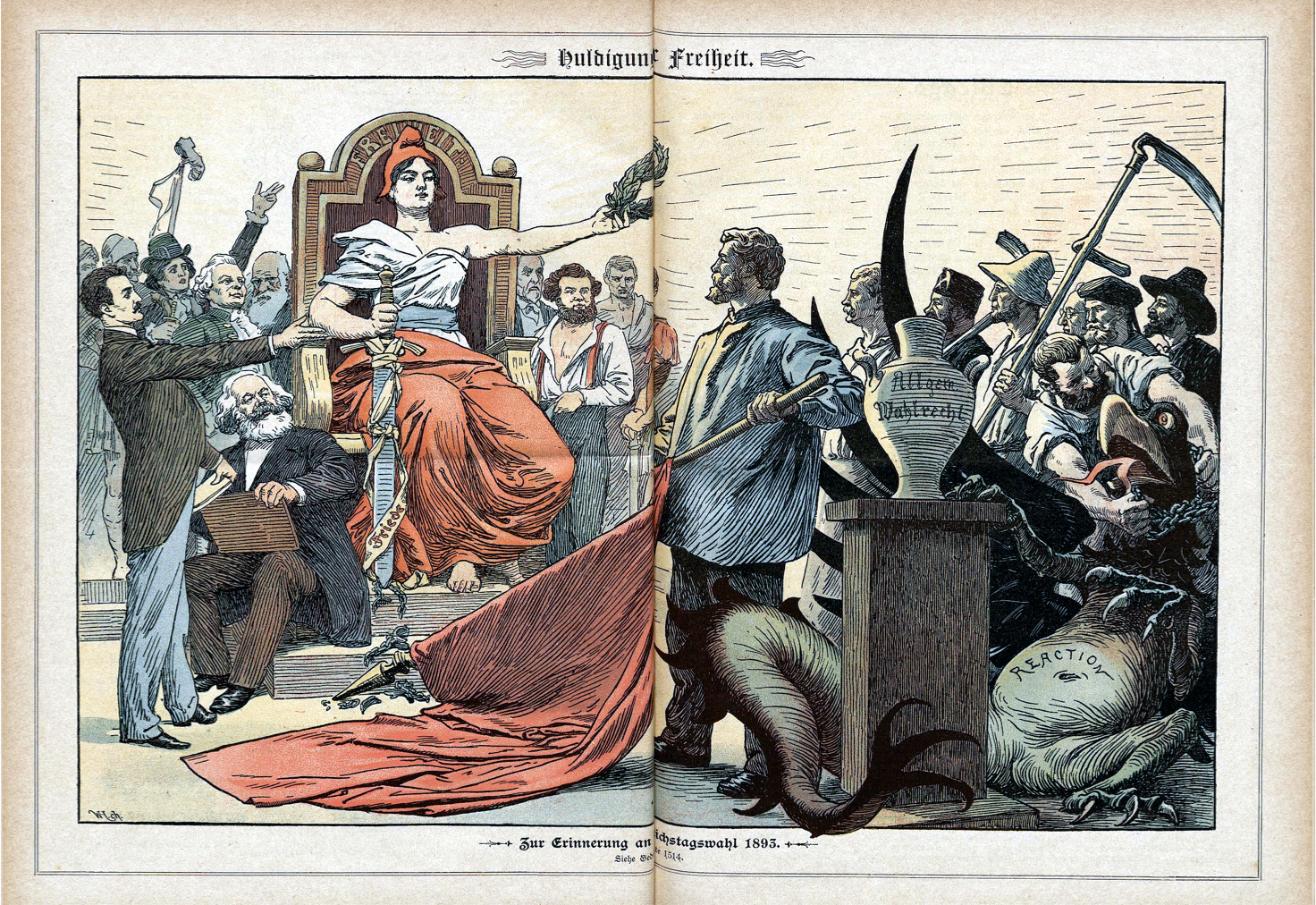
„Huldigung der Freiheit. Zur Erinnerung an die Reichstagswahl 1893.“ Die Sozialisten fühlten sich nach dem Ende des Sozialistengesetzes als Sieger. Zeichnung von Hans Gabriel Jentzsch, in: Der Wahre Jacob, Nr. 183, 28. Juli 1893, S. 1516 f.

## Vorgeschichte
Schon vor der Gründung des Deutschen Reiches als konstitutionelle Monarchie (1871) waren zwei zunächst noch konkurrierende sozialdemokratische Parteien aufgebaut worden: der reformorientierte Allgemeine Deutsche Arbeiterverein (ADAV), gegründet 1863 auf Initiative von Ferdinand Lassalle, und die im marxistischen Sinne revolutionär eingestellte Sozialdemokratische Arbeiterpartei (SDAP), gegründet 1869 von Wilhelm Liebknecht, August Bebel und anderen. Kurz nach der Reichsgründung trat der preußenfreundliche ADAV-Präsident Johann Baptist von Schweitzer zurück, nachdem geheime Absprachen mit der konservativ-monarchistisch geprägten preußischen Regierung aufgedeckt worden waren. In der Folge näherten sich die beiden Parteien einander an. Beim gemeinsamen Parteitag 1875 in Gotha vereinigten sie sich zur Sozialistischen Arbeiterpartei Deutschlands (SAP), die 1890 in Sozialdemokratische Partei Deutschlands (SPD) umbenannt werden sollte.

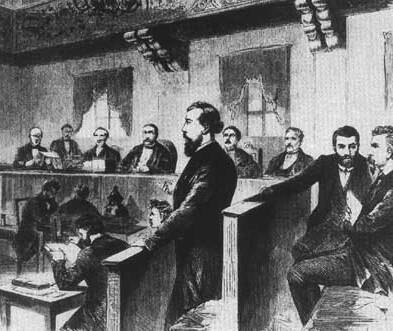
Wilhelm Liebknecht (in der Mitte im Zeugenstand stehend), August Bebel (rechter Bildrand, im Profil) und Adolf Hepner (hinter Bebel) als Angeklagte beim Leipziger Hochverratsprozess (11.–26. März 1872)

Die Begriffe Sozialismus und Sozialdemokratie wurden im damaligen Sprachverständnis in der Regel als Synonyme verstanden und waren stark beeinflusst von den philosophischen, politischen und ökonomischen Theorien von Karl Marx und Friedrich Engels, die zu dieser Zeit im Londoner Exil lebten. Entsprechend der revolutionären Theorie beanspruchte die Sozialdemokratie bzw. ihre Partei im Deutschen Reich, die SAP, die parteipolitische Interessenvertretung der Arbeiterbewegung zu sein. Sie strebte eine Verbesserung der sozialen Lage der Arbeiterklasse und letztlich eine Überwindung der gegebenen sozialen und politisch undemokratischen Herrschaftsstrukturen an.
Wegen ihrer Opposition gegen den Deutsch-Französischen Krieg von 1870/71 und ihrer Solidarität mit der revolutionären Pariser Kommune 1871 wurden August Bebel und Wilhelm Liebknecht 1872 beim Leipziger Hochverratsprozess zu zwei Jahren Festungshaft verurteilt.
Reichskanzler Otto von Bismarck, im Grunde ein am monarchischen Prinzip ausgerichteter und demokratischen Ideen gegenüber reserviert bis ablehnend eingestellter Konservativer, betrachtete die SAP von Anfang an als „Reichsfeinde“ und agierte schon vor dem Sozialistengesetz mit repressiven Maßnahmen gegen die Sozialdemokratie und die noch junge Gewerkschaftsbewegung.

## Die Attentate auf den Kaiser als Anlass

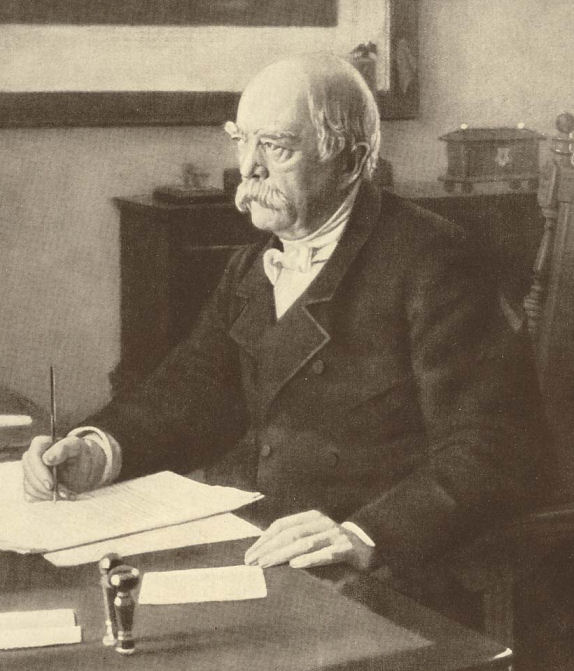
Reichskanzler Otto von Bismarck initiierte das Sozialistengesetz (Fotografie von 1886)

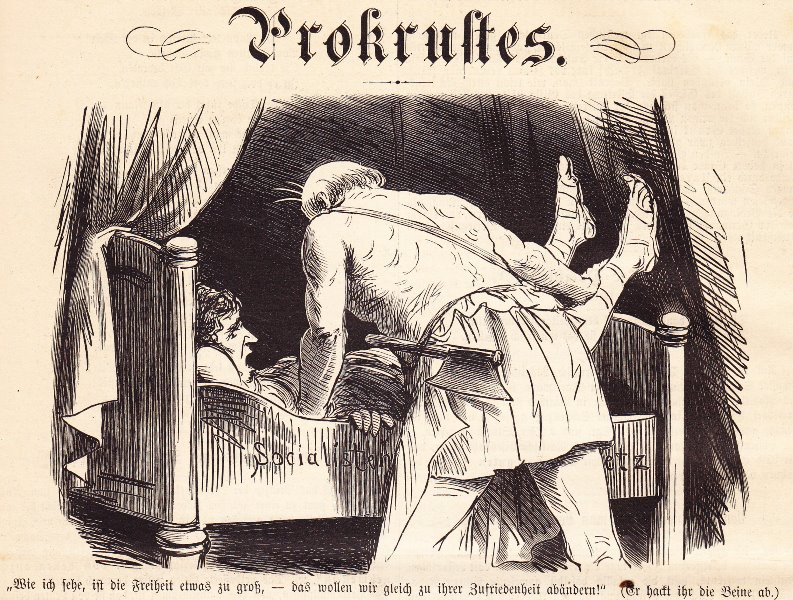
Karikatur der Berliner Wespen (1878): Bismarck zwängt die Freiheit ins Prokrustesbett

1878 wurden zwei erfolglose Attentate auf Kaiser Wilhelm I. verübt: am 11. Mai von Max Hödel und am 2. Juni von Karl Eduard Nobiling. Bismarck nahm diese Anschläge zum Anlass, mit dem Sozialistengesetz rigoroser und wirkungsvoller gegen die in der Arbeiterschaft zunehmend einflussreicher werdende Sozialdemokratie durchzugreifen. Obwohl Hödel kurz vor seinem Anschlag aus der SAP ausgeschlossen worden war und Nobilings Attentat von persönlichen Wahnvorstellungen geleitet war, ließ Bismarck verbreiten, dass die Attentate auf die Sozialdemokratie zurückzuführen seien. Eine über die beiden Einzeltäter hinausgehende Verbindung der Attentate mit der Sozialdemokratie war aber und ist bis heute nicht nachweisbar.

### Erster Gesetzentwurf
Bereits im Mai 1878 – nach dem ersten Attentat – legte Bismarck einen Entwurf des Sozialistengesetzes vor, der jedoch mit großer Mehrheit abgelehnt wurde. Eugen Richter begründete die Ablehnung der Deutschen Fortschrittspartei unter anderem damit, dass Verbote und Polizeimaßnahmen die geistige Bekämpfung der Sozialdemokratie unmöglich machen würden:

„Der Herr Minister mag sagen: ja, die Mittel reichen nicht, es muß außerdem noch etwas geschehen zur Bekämpfung der Agitation; aber, meine Herren, in dem Augenblick, wo Sie die eine Partei mundtodt machen, da machen Sie es doch ganz unmöglich, diese Partei zu bekämpfen, wenigstens wirksam zu bekämpfen in ihrer Agitation. Es wird ja diese ganze Kraft gelähmt, und doch müssen wir der Meinung sein, daß schließlich allein auf diesem Weg der Ueberzeugung diese Bewegung eingeschränkt werden kann. Es hilft nun einmal nichts, diese Bewegung muß auf demselben Wege wieder hinaus aus dem deutschen Volke, wo sie hineingekommen ist; ein anderer Weg führt nicht zum Ziel.“

### Zweiter Gesetzentwurf nach der Reichstagswahl und Verabschiedung
Beim zweiten Attentat am 2. Juni 1878 wurde der Kaiser erheblich verletzt. Bismarck nutzte die darauf einsetzende öffentliche Hysterie dazu, den Reichstag aufzulösen und einen „Vernichtungskrieg“ gegen die Sozialdemokraten zu inszenieren, denen man geistige Mittäterschaft vorwarf. Im Juli passten sich die meisten Nationalliberalen im Wahlkampf dem konservativen Rechtsruck an.
Im neu gewählten Reichstag wurde ein verschärfter Entwurf des Sozialistengesetzes vorgelegt, es kam zu Auseinandersetzungen zwischen den einzelnen Fraktionen. Die Zentrumspartei, die im Kulturkampf Diskriminierungserfahrungen hatte machen müssen, lehnte das Gesetz ab, weil sein Gegenstand zu vage definiert war: Der Abgeordnete Peter Reichensperger befürchtete, dass sich nach Annahme niemand sicher sein könnte, nicht als Reichsfeind ausgegrenzt zu werden.
Am 19. Oktober 1878 setzte sich der verschärfte Gesetzentwurf mit 221 zu 149 Stimmen durch. Für das Gesetz stimmten neben den Nationalliberalen hauptsächlich die Abgeordneten der Freikonservativen und der Deutschkonservativen Partei, dagegen die vom  Zentrum, von der linksliberalen Deutschen Fortschrittspartei und die acht SAP-Abgeordneten.
Nach der Zustimmung des Bundesrates am 21. Oktober und der Unterzeichnung durch Kaiser Wilhelm I. erhielt das Gesetz am 22. Oktober 1878 mit seiner Verkündung Rechtskraft. Es galt durch insgesamt vier Verlängerungen bis zum 30. September 1890.

## Auswirkungen

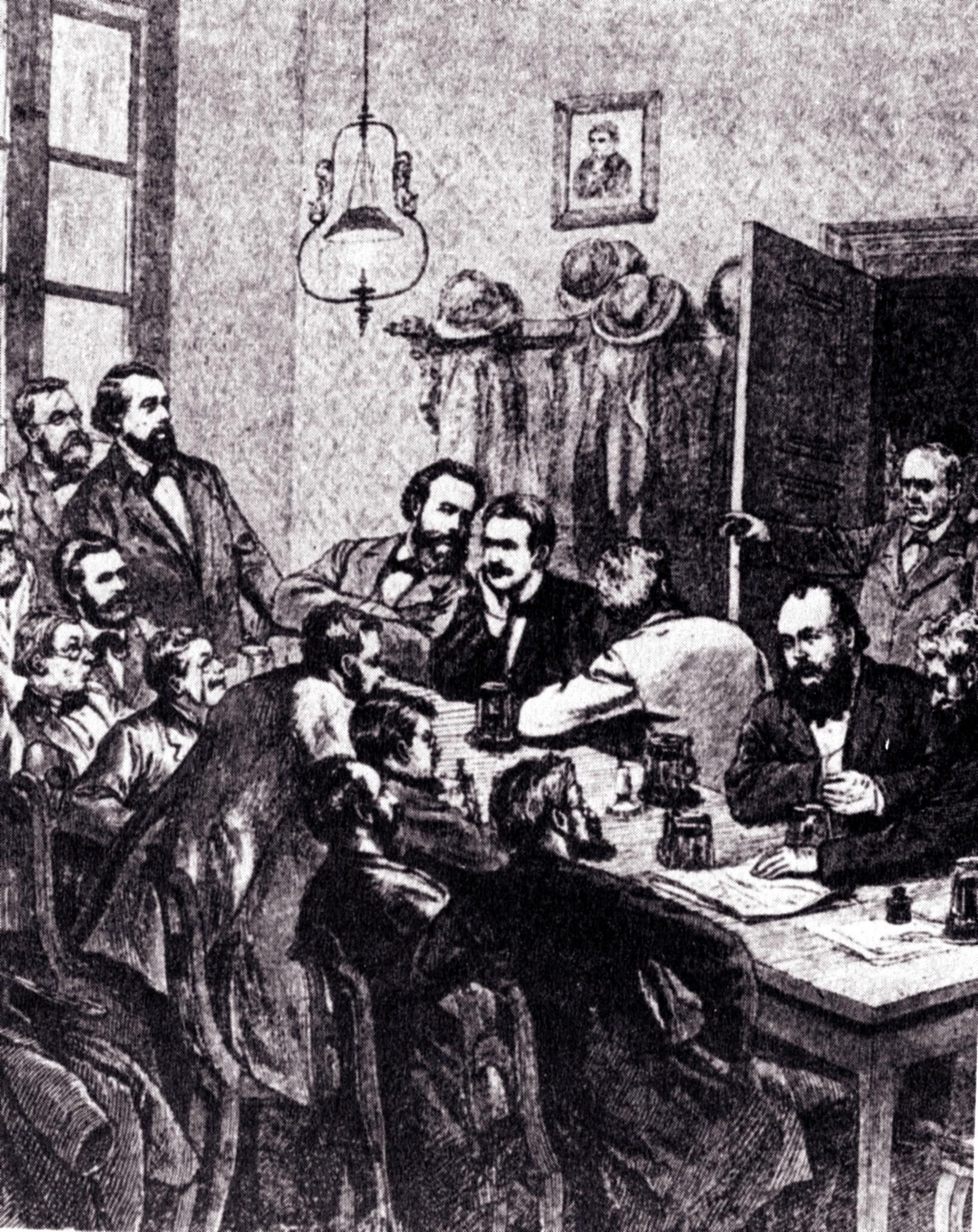
Illustration zum Artikel Überführte Sozialdemokraten in der Zeitschrift Daheim Nr. 30, 1881. Originaler Text zum Bild: „Im Namen des Gesetzes.“ Auflösung einer Sozialistenversammlung zu Leipzig. Unter anderem abgebildete Personen: Wilhelm Hasenclever am Tisch sitzend (2. von rechts). Wilhelm Liebknecht stehend vor dem Fenster. August Bebel vor Liebknecht sitzend.

Aufgrund des zunächst auf zweieinhalb Jahre befristeten und danach regelmäßig verlängerten Sozialistengesetzes wurden Unterverbände, Druckschriften und Versammlungen der Sozialdemokraten, namentlich der Sozialistischen Arbeiterpartei (SAP) und ihr nahestehender Organisationen, vor allem Gewerkschaften, verboten. Verstöße gegen das Gesetz wurden oft mit Geldstrafen oder auch mit Gefängnishaft geahndet. Viele Sozialisten setzten sich unter dem politischen Druck des Gesetzes ins ausländische Exil ab, vor allem nach Frankreich, der Schweiz oder England. Unter ihnen war mit der damals Mitte 20-jährigen Clara Zetkin auch eine später prominente Wegbereiterin der sozialistischen Frauenbewegung.
Allerdings konnten weiterhin Einzelpersonen bei Wahlen für die Sozialdemokratie kandidieren, so dass deren Fraktionen sich im Rahmen der parlamentarischen Arbeit des Reichstages bzw. der Landtage legal betätigen konnten. Unter den neun Reichstagsabgeordneten der SAP saßen bereits seit 1874 (teils schon als Vertreter ihrer Vorgängerorganisationen) beispielsweise Wilhelm Liebknecht, August Bebel, Wilhelm Hasenclever und Wilhelm Hasselmann im Parlament des Kaiserreichs. Außerhalb des Reichstags war ein öffentliches Auftreten für die Ziele der SAP allerdings mit erheblichem juristischem Risiko verbunden. Nach § 28 des Sozialistengesetzes wurden 797 Sozialdemokraten als „Agitatoren“ aus Orten ausgewiesen, in denen der „kleine Belagerungszustand“ verhängt wurde, darunter als Hochburgen der Sozialisten bekannte Städte wie Berlin, Leipzig, Hamburg und Frankfurt am Main.
Das Sozialistengesetz bekämpfte die Sozialdemokraten als „Reichsfeinde“ und erschwerte nachhaltig die Integration von Arbeitern und Sozialdemokratie in Staat und Gesellschaft. Die faktische politische Ausbürgerung der sozialdemokratischen Opposition ging mit einer sozialen Ausbürgerung einher, der zufolge Sozialdemokraten materiell entrechtet und am Arbeitsplatz verfolgt wurden. Die Verfolgung weckte die Solidarität großer Teile der Arbeiterschaft und führte seit 1881 zunehmend zu Wahlerfolgen für die formell als Einzelpersonen auftretenden Kandidaten der SAP. Regional wurden verschiedene Arbeitersportvereine oder Naturfreundegruppen als Tarnorganisationen an Stelle der verbotenen Partei- oder Gewerkschaftsgruppen gebildet, in denen die politische Arbeit, wenngleich mit hohem Risiko behaftet, fortgesetzt wurde.

Einige bedeutende Reichstagsabgeordnete der Sozialdemokratie während der Zeit der Sozialistengesetze
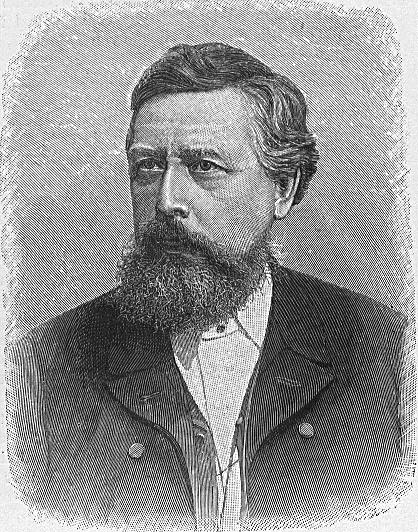
Wilhelm Liebknecht (1826–1900)
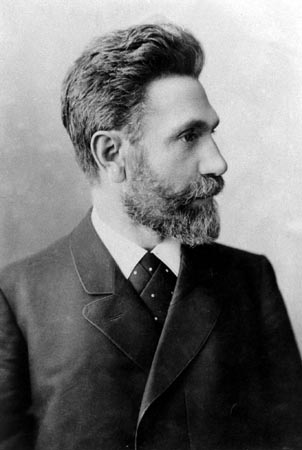
August Bebel (1840–1913)
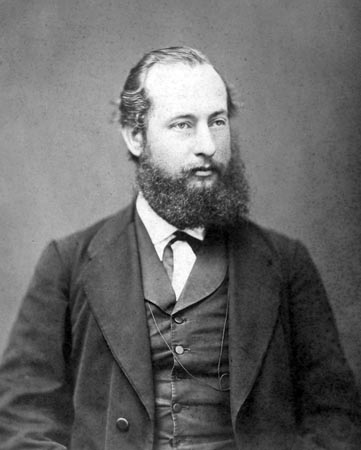
Wilhelm Hasenclever (1837–1889) legte 1888 sein Mandat krankheitsbedingt nieder
Wilhelm Hasselmann (1844–1916) wurde 1880 aus der SAP ausgeschlossen

Innerhalb der Sozialdemokratie riefen insbesondere sozialrevolutionäre Politiker des linken Flügels, ihnen voran der sich bereits im britischen Exil aufhaltende Johann Most und der Reichstagsabgeordnete Wilhelm Hasselmann zu – auch gewaltsamem – Widerstand gegen die Unterdrückungspraxis der Behörden auf, wobei sie sich beispielsweise positiv auf die Attentate russischer Sozialrevolutionäre gegen Zar Alexander II. bezogen. Derartige Aufrufe wurden jedoch von der Führung der SAP als anarchistisch motiviert und den Zielen der Sozialdemokratie entgegenstehend abgelehnt. Most und Hasselmann wurden 1880 auf dem ersten Exilparteitag der SAP auf Schloss Wyden im Schweizer Kanton Zürich, insbesondere auf Betreiben von Ignaz Auer und August Bebel aus der Partei ausgeschlossen. Darauf gab Hasselmann sein formell bis 1881 gültiges Reichstagsmandat auf und wanderte in die USA aus. Mit dem Ausschluss der beiden bekanntesten Protagonisten des Anarchismus in der deutschen Sozialdemokratie hofften deren führende Vertreter, sich des radikal sozialrevolutionären Flügels der Partei zu entledigen und damit der antisozialistischen Propaganda der regierungsfreundlichen Parteien und deren Presse die Grundlage zu entziehen.

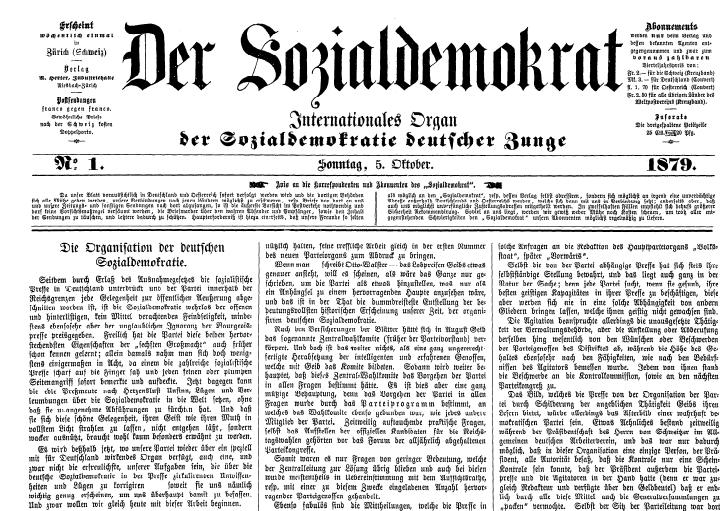
Erstausgabe der Zeitung Der Sozialdemokrat vom 5. Oktober 1879

In der Folgezeit konnten sozialistische Reichstagskandidaten wieder Stimmenzuwächse verbuchen. Zusätzlich zu den schon vertretenen Mandatsträgern wurden beispielsweise Karl Frohme 1881 oder Paul Singer 1884 für die Partei in den Reichstag gewählt. Nachdem die von Johann Most aus dem Londoner Exil verbreitete Zeitschrift Freiheit mit dem Parteiausschluss Mosts ihren Status als Organ der deutschen Sozialdemokratie verloren und sich inhaltlich in eine auch offen anarchistisch agitierende Publikation verändert hatte, wurde sie zunehmend abgelöst durch die Zeitung Der Sozialdemokrat, die sich zum Hauptorgan der deutschen und der internationalen Sozialdemokratie während des Sozialistengesetzes entwickelte. Der Sozialdemokrat erschien seit 1879, von Paul Singer redigiert, in Zürich und wurde illegal im Reich verbreitet. Ab 1887 wurde die Zeitung in London gedruckt.
Bismarck, der durchaus die Brisanz der Sozialen Frage erkannte und aus seiner Niederlage im Kulturkampf lernen wollte, wusste um die relative Begrenztheit repressiver Maßnahmen. Daher setzte er mit den Reformkräften im Reich die für ihre Zeit fortschrittliche Sozialgesetzgebung durch.

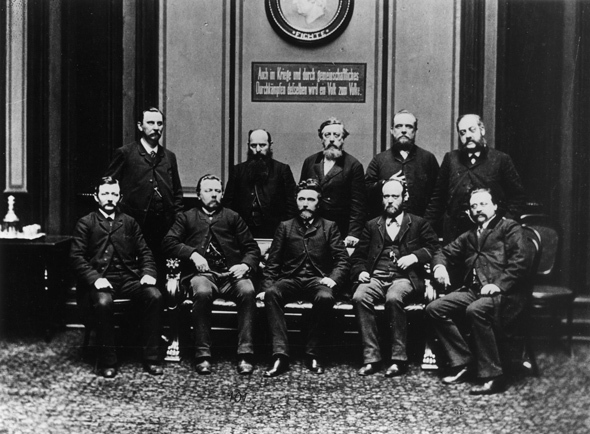
Die sozialistische Reichstagsfraktion im Jahr 1889.
Sitzend, von links: Georg Schumacher, Friedrich Harm, August Bebel, Heinrich Meister, Karl Frohme.
Stehend, von links: Johann Heinrich Wilhelm Dietz, August Kühn, Wilhelm Liebknecht, Karl Grillenberger, Paul Singer.

Ein wesentliches Ziel des Sozialistengesetzes, die Reduzierung der Stimmen für die Sozialdemokraten bei den Reichstagswahlen, wurde jedoch nicht erreicht – im Gegenteil: Hatten die Sozialdemokraten 1881 nur 311.961 Stimmen erhalten, waren es 1884 bereits 549.990, 1887 763.128 Stimmen, 1890 sogar 1.427.000 Stimmen. Mit letzterem Ergebnis wurde die SAP, noch vor ihrer Umbenennung in SPD, zum ersten Mal die wählerstärkste Partei des Reiches.
Auch international war die deutsche Sozialdemokratie zur weltweit einflussreichsten sozialistischen Partei ihrer Zeit geworden – ein weiterer wichtiger Hinweis auf die relative Schwäche der Sozialistengesetze. Nach der Spaltung der Internationalen Arbeiterassoziation im Jahr 1872 und deren bis 1876 erfolgten Auflösung aufgrund des Konflikts zwischen dem anarchistischen Flügel um Michail Bakunin und dem marxistischen Flügel um Karl Marx war es nach Marx’ Tod 1883 vor allem Liebknechts Bestreben, zu einer neuen Einheit der internationalen Arbeiterbewegung zu kommen. Darin war er sich mit Friedrich Engels, der Marx’ ideelles Erbe übernommen hatte, einig.
Bei der Gründung der Sozialistischen Internationale 1889 in Paris war die sozialistische Bewegung aus dem Deutschen Reich mit 85 der 400 Delegierten aus 20 Staaten am Gründungskongress dieser Zweiten Internationale vom 14. bis 20. Juli 1889 beteiligt – unter ihnen neben August Bebel und Eduard Bernstein auch Carl Legien als ein Vertreter der deutschen Gewerkschaftsbewegung, und mit Clara Zetkin eine Vertreterin der sozialistischen Frauenbewegung, zu jener Zeit Exilantin in Paris. Liebknecht leitete die deutsche Delegation und war zusammen mit dem französischen Sozialisten Édouard Vaillant Vorsitzender des Kongresses.

## Die Aufhebung des Sozialistengesetzes

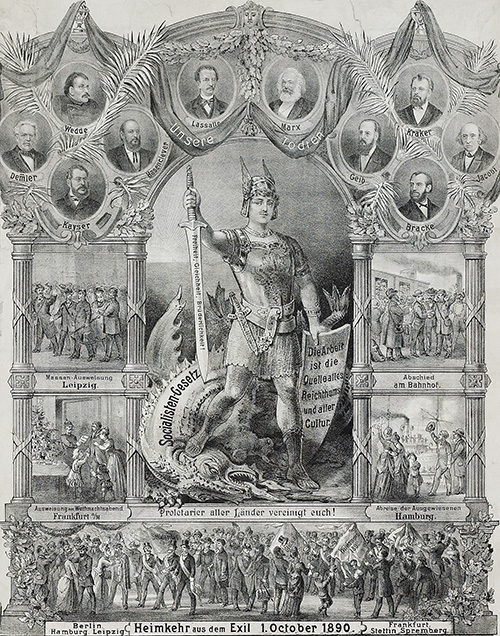
Plakat aus dem Jahr 1890 zum Fall des Sozialistengesetzes

Das Sozialistengesetz war ein befristetes Ausnahmegesetz, das durch Reichsgesetze mehrfach verlängert wurde (31. Mai 1880, 28. Mai 1884, 20. April 1886 und 18. März 1888). Angesichts des gewachsenen Einflusses der SAP war das Sozialistengesetz im Deutschen Reich langfristig nicht mehr aufrechtzuerhalten. Am 25. Januar 1890 scheiterte die weitere Verlängerung im Reichstag. Für die Verlängerung des Sozialistengesetzes stimmten die Abgeordneten der Deutschen Reichspartei und die Nationalliberalen. Gegen die Verlängerung des Sozialistengesetzes stimmten die Abgeordneten des Zentrums, der Deutsch-Hannoverschen Partei, der Freisinnigen Partei,  der Deutschkonservativen und der Sozialdemokratischen Arbeiterpartei Deutschlands sowie Minderheitenabgeordnete, die die Polen, Dänen und Elsass-Lothringer vertraten (siehe Liste der Reichstagsabgeordneten der 7. Wahlperiode). Die Deutsche Volkspartei, die das Sozialistengesetz bekämpft hatte, war in der 7. Wahlperiode nicht im Reichstag vertreten.
Das Scheitern einer auf dauerhafte Gültigkeit angelegten und auch sonst verschärften Sozialistengesetzvorlage durch Bismarck sowie das Erstarken der Sozialdemokratie bei den Reichstagswahlen am 20. Februar 1890 spielten eine ausschlaggebende Rolle beim Sturz Bismarcks bzw. seiner Entlassung durch den 1888 inthronisierten Kaiser Wilhelm II. Bereits 1888 war Bismarck mit einer Gesetzesvorlage gescheitert, der zufolge Sozialdemokraten förmlich als Deutsche hätten ausgebürgert werden können. Ursache des Scheiterns war nicht zuletzt, dass die Abgeordneten der SAP die skrupellosen Praktiken der politischen Polizei im Reichstag enthüllten.
Insgesamt ging die Sozialdemokratie gestärkt aus den Auseinandersetzungen hervor. In den ersten Reichstagswahlen nach dem Ende des Sozialistengesetzes am 15. Juni 1893 erhielt die Sozialdemokratische Partei so viele Stimmen wie nie zuvor (23,4 %). Sozialisten feierten daher diese Reichstagswahlen als „großen Sieg der Freiheit und des Friedens“ (s. Abbildung „Huldigung der Freiheit“). Durch die Exporterfolge der deutschen Industrie in den Jahren nach 1895 – der Beginn einer langen Aufschwungsbewegung mit steigendem Arbeitskräftebedarf – verlor die sozialpolitische Konfliktsituation zudem ihre explosive Spannung.

## Nachfolgende Entwicklung: Die Rolle der SPD bis 1914
Nach der Aufhebung des Sozialistengesetzes blieb die Sozialdemokratie, die sich seit dem Erfurter Programmparteitag von 1891 SPD nannte, ein ernstzunehmender Machtfaktor. Aus der Reichstagswahl 1912 ging sie schließlich mit 34,8 % Wählerstimmen bzw. 110 Reichstagsmandaten als klarer Wahlsieger hervor. Nach dem Tod August Bebels (1913) wurde der gemäßigt reformorientierte Friedrich Ebert Parteivorsitzender (neben Hugo Haase).
Der Geist des Sozialistengesetzes wirkte indessen auch nach 1890 in Politik und Gesellschaft des Deutschen Reiches fort. So versuchten die Regierungen im Reich und in Preußen nach dem Auslaufen des Sozialistengesetzes, neue antisozialistische Gesetze durchzusetzen. Dazu gehörten vor allem die „Umsturzvorlage“ (1894), das sogenannte „kleine Sozialistengesetz“ in Preußen (1897) und insbesondere die „Zuchthausvorlage“ (1899), mit der ein Sonderstrafrecht für Arbeiter geschaffen werden sollte, um die Verhandlungsmacht der Gewerkschaften und damit auch die Sozialdemokratie zu schwächen. Alle diese Gesetzesvorlagen scheiterten. Dennoch wurden die Sozialdemokraten noch lange Zeit als „vaterlandslose Gesellen“ diffamiert (unter anderem 1907 bei der sogenannten „Hottentottenwahl“).
Erst bei Beginn des Ersten Weltkrieges im August 1914, als es darum ging, die Volksmassen für den Krieg zu mobilisieren, überdachte Kaiser Wilhelm II. als „oberster Kriegsherr“ Deutschlands die auch von ihm bis zuletzt vertretene Strategie der politischen Isolierung der Sozialdemokratie. Er verkündete mit Blick auf die Sozialdemokraten, er kenne „keine Parteien mehr, sondern nur noch Deutsche“. Daraufhin stimmte die SPD-Reichstagsfraktion geschlossen für die ersten Kriegskredite und leitete die Burgfriedenspolitik ein.

## Internationaler Kontext
Der Historiker Ulrich Herbert verweist darauf, dass in Frankreich die Unterdrückung der Sozialdemokratie brutaler war. So forderten die Sozialistengesetze keine Todesopfer, auch wenn sie bei etwa 900 Aktivisten zu einer Verbannung und bei 1500 Personen zu teilweise langen Haftstrafen führten. In Frankreich hingegen kam es allein bei der Niederschlagung des Kommuneaufstands 1871 zu mehr als 1000 Toten. Thomas Nipperdey schreibt:

„Verglichen freilich mit den Blutorgien, die in Frankreich die Niederschlagung der Kommune begleitet haben, und dem anschließenden Rachefeldzug ist – man muss das Ungewöhnliche sagen – das Sozialistengesetz ein Kinderspiel gewesen.“

In den USA starben im Eisenbahnstreik von 1877 über 100 Menschen, in Folge des Haymarket Riot von 1886 wurden vier Arbeiterführer gehängt, die Niederschlagung des Pullman-Streiks von 1894 forderte wie Dutzende anderer Streiks durch Hinzuziehung von Bundestruppen und paramilitärischer Polizeidienste zahlreiche Tote und Verletzte.
Weder in Europa noch in Nordamerika übernahm eine Arbeiterpartei vor dem Ersten Weltkrieg die Macht.